# Zwerg Nase (1978)
Zwerg Nase ist ein Fernsehspiel des Fernsehens der DDR aus dem Jahr 1978. Er basiert auf Wilhelm Hauffs Kunstmärchen Der Zwerg Nase.

## Handlung
Das Original von Wilhelm Hauff wurde um einige Elemente aus dem Grimm’schen Märchen Jorinde und Joringel ergänzt.
Der zwölfjährige Jakob hilft seiner Mutter beim Gemüseverkauf auf dem Markt. Eines Tages kauft der Oberküchenmeister des Herzogs bei ihnen ein, was sie sehr stolz macht. Kurz darauf erscheint eine uralte, seltsame Frau. Jakob schimpft über deren ungehöriges Verhalten, denn sie wühlt nicht nur mit ihren langen Fingernägeln in den Kräutern herum, sondern hält sie auch noch unter ihre häßliche lange Nase. Zudem nörgelt sie nur über die an sich sehr frische Ware. Nichts scheint ihr gut genug. Am Ende kauft sie dann drei Kohlköpfe, erwartet jedoch, dass Jacob ihr den schweren Korb nach Hause trägt. Widerwillig geht der Junge mit der alten Frau mit, die ihn bis in den Wald führt. In ihrer Heimstatt angekommen, verwandelt sich die alte Frau zurück in die „Fee Kräuterweis“ und gibt Jacob, zur Stärkung für den Heimweg, eine Suppe zu essen. Der Junge staunt über die würzige, schmackhafte Suppe und wird davon in einen Zwerg mit einer langen Nase verwandelt. „Fee Kräuterweiß“ hat Jacob zu ihrem Küchenjungen ausgewählt, der sieben Jahre bei ihr bleiben soll, um die Kunst des Kochens zu erlernen.
Als die sieben Jahre vergangen sind und er zu einem Meisterkoch geworden ist, drängt es ihn, wieder zu seiner Mutter zurück auf den Markt zu gehen. Die vergangene Zeit, war ihm allerdings nicht bewusst und er meinte, alles nur geträumt zu haben. So kehrt er in seiner Zwergengestalt zu seinen Eltern zurück, doch sie erkennen ihn nicht und verjagen ihn. Erst jetzt wird Jacob seine verzauberte Gestalt bewusst und er zieht sich traurig in den Wald zurück. Ihm kommt die Idee, sich beim Herzog als Koch zu bewerben. Dort ist man zunächst skeptisch und verspottet den Zwerg, doch Jacob lässt sich nicht abweisen und bittet darum seine Kochkünste beweisen zu dürfen. Das passt dem Oberküchenmeister eigentlich ganz gut, denn in letzter Zeit war der Herzog nicht mehr so zufrieden mit dem Essen. Jacobs Dänische Suppe überzeugt den Herzog derart, dass er ihn zu seinem ersten Frühstückssuppenkoch ernennt. Mit so einem Meisterkoch traut er sich sogar den dicken Fürsten aus dem Morgenland einzuladen, der als großer Kenner kulinarischer Genüsse bekannt ist. Jacob, der am Hofe Zwerg Nase genannt wird, enttäuscht den Herzog nicht und erringt höchstes Lob des Gastes. Dieser wünscht sich zum Abschluss die Königin aller Speisen: eine ganz spezielle Pastete. Die kennt Jacob allerdings nicht und ist in Sorge, nun doch zu versagen. In jedem Falle benötigt Jacob für Pasteten eine sehr junge Gans. Als er sie schlachten will, beginnt diese plötzlich zu sprechen. Jacob ist irritiert und erfährt von Gans Mimi, dass sie nicht nur die gesuchte Pastete kennt, sondern auch sie von der „Fee Kräuterweis“ verzaubert wurde. Mimi ist sich sicher, dass Jacob durch ein Kraut verzaubert wurde, dass ihn auch wieder erlösen kann – wenn sie es finden. Zunächst muss sich Jacob aber um die Pastete kümmern, die ihm zwar gelingt, der Fürst aber dennoch feststellt, dass ein bestimmtes Kräutlein darin fehlt: Das Kraut „Niesmitlust“. Mimi weiß, wo sie es vielleicht finden können und so suchen sie gemeinsam im Schlosspark nach dem wundersamen Kraut. Mimi findet es und als Jacob daran riecht und niesen muss, verwandelt es sich zurück, ebenso wie Mimi.
Der Herzog ist derart erbost, dass Zwerg Nase plötzlich verschwunden ist, dass er mit dem Fürsten in Streit gerät und die ganze Küche verwüstet. Jacob geht mit Mimi auf den Markt zum Stand seiner Eltern, die ihn nun endlich wiedererkennen.
„Fee Kräuterweis“ will ihren Küchenjungen zurückholen, kann aber nichts erreichen, weil sie nur alle 50 Jahre ihre vollen Zauberkräfte bei den Menschen einsetzen kann. Unverrichteter Dinge muss sie sich wieder zurückziehen.

## Unterschiede zum Originalmärchen
Laut Wilhelms Hauffs Vorlage:
- verwandeln sich die Kohlköpfe in Menschenköpfe – im Film in Kokosnüsse
- im Haus der „Fee Kräuterweis“ leben Meerschweinchen und Eichhörnchen, die sich wie Menschen verhalten und die Fee bedienen – im Film sind es Mäuse und Fabelwesen
- wird Mimi von ihrem Vater, einem Zauberer, zurückverwandelt, als Jacob sie zu ihm bringt – im Film bewirkt das Kraut „Niesmitlust“ bei ihr die Rückverwandlung.
- zwischen dem Herzog und dem Fürsten kommt es zum „Kräuterkrieg“ – im Film ist es ein Streit in der Küche
- wie im Märchen von Jorinde und Joringel verhext die Fee die Menschen (am Ende des Films), sodass sie sich kurzzeitig nicht mehr bewegen können.

## Produktion und Veröffentlichung
Die Erstausstrahlung erfolgte am 30. Dezember 1978 im 1. Programm des Fernsehens der DDR.

## Kritik
Cinema bezeichnete den Film etwas abfällig als „drollige bis einfältige Zauberzinkenfabel nach Wilhelm Hauffs Vorlage.“